# Soleichthys
Soleichthys es un género de pez de la familia Soleidae en el orden de los Pleuronectiformes. Es nativo de aguas costeras de los océanos Índico y Pacífico.

## Especies
Se reconocen las siguientes especies:
- Soleichthys dori (J. E. Randall & Munroe, 2008)
- Soleichthys heterorhinos (Bleeker, 1856)
- Soleichthys maculosus (Muchhala & Munroe, 2004)
- Soleichthys microcephalus (Günther, 1862)
- Soleichthys oculofasciatus (Munroe & Menke, 2004)
- Soleichthys serpenpellis (Munroe & Menke, 2004)
- Soleichthys siammakuti (Wongratana, 1975)
- Soleichthys tubiferus (W. K. H. Peters, 1876)